# Winfield, Iowa
Winfield är en ort i Henry County i Iowa. Vid 2020 års folkräkning hade Winfield 1 033 invånare.